# Союз ТМА-16
Союз ТМА-16 — российский пилотируемый космический корабль, на котором осуществлён пилотируемый полёт к международной космической станции. Это двадцатый полёт космического аппарата серии «Союз» к МКС. Экипаж корабля составил двадцать первую долговременную экспедицию к МКС. В состав экспедиции входит восьмой космический турист Ги Лалиберте (Канада).

## Эмблема полёта
В основе эмблемы полёта «Союз ТМА-16» лежит работа 14-летней Насти Местяшовой. Три большие звезды над изображением космонавта символизируют трёх членов экипажа. В верхней части эмблемы изображены флаги родных стран членов экипажа — российский, американский и канадский. Круглые фигуры в левом верхнем углу — простые элементы, из которых состоит Вселенная. «Колыбель жизни», с которой начинается полет к звездам экипажа, символизирует зелёный росток. Он постепенно превращается в ракету и космический корабль, летящий к золотой девятиконечной звезде — МКС. Именно девять космонавтов и астронавтов будет на станции, когда к ней пристыкуется «Союз ТМА-16».

## Экипаж
Экипаж старта
- (ФКА) Максим Сураев (1)[5] — командир экипажа.
- (НАСА) Джеффри Уильямс (3) — бортинженер.
- (SA) Ги Лалиберте (1) — участник полёта.

Дублирующий экипаж
- (ФКА) Александр Скворцов, мл — командир экипажа.
- (НАСА) Шеннон Уокер — бортинженер.
- (SA) Барбара Баррэт — участник полёта (седьмой космический турист).

Экипаж посадки
- (ФКА) Максим Сураев (1)[5] — командир экипажа.
- (НАСА) Джеффри Уильямс (3) — бортинженер.

## Подготовка к полёту

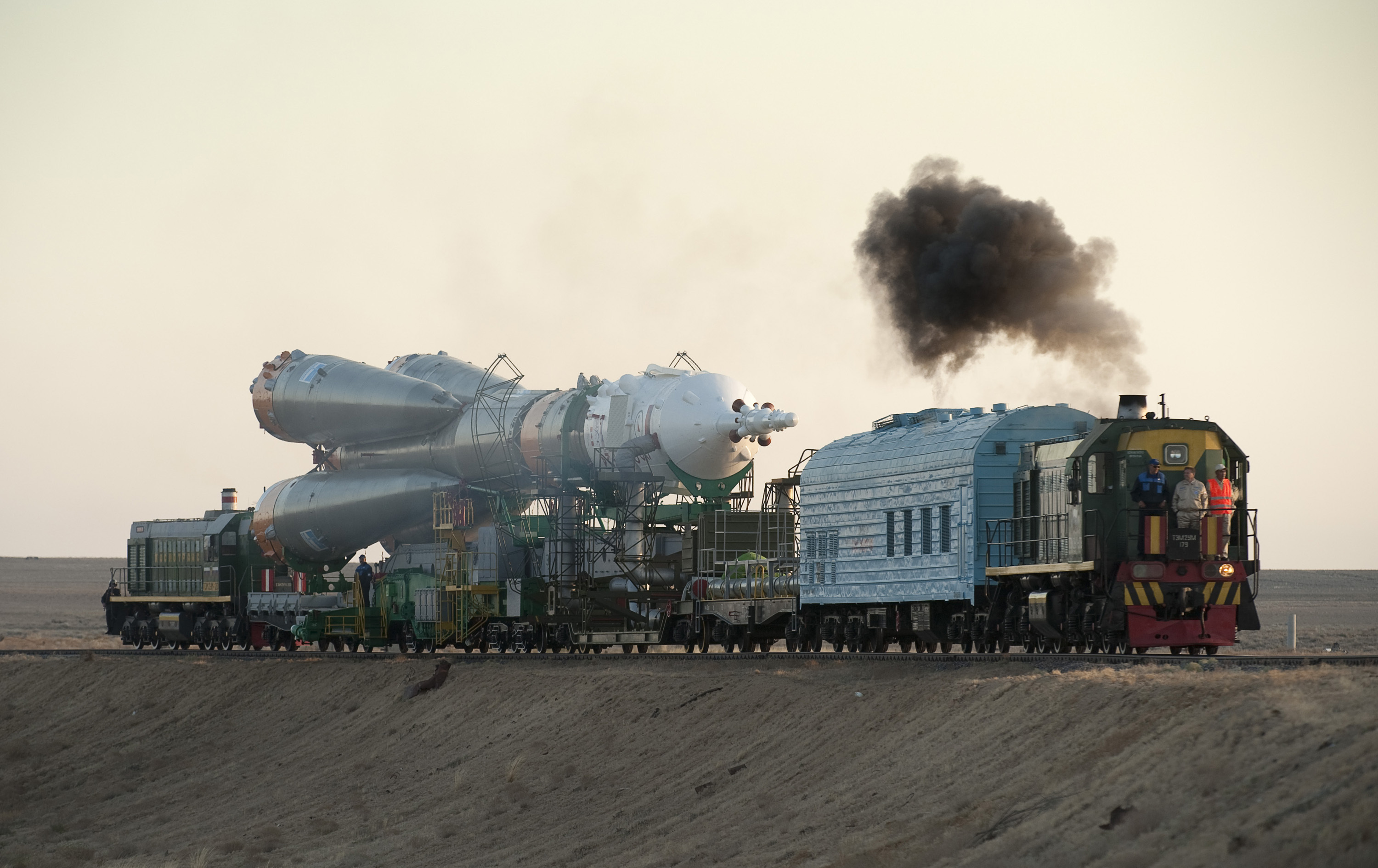
Транспортировка «Союз ТМА-16» тепловозом ТЭМ2УМ.

- 29 мая 2009 года — На космодром Байконур (площадка № 112) была доставлена ракета-носитель «Союз-ФГ», предназначенная для запуска транспортного пилотируемого корабля (ТПК) «Союз ТМА-16»[6].
- 6 июня 2009 года — На совместной пресс-конференции Роскосмоса и компании Space Adventures было объявлено имя третьего члена экипажа корабля. Им стал канадский предприниматель Ги Лалиберте.
- 24 июня 2009 года — Руководитель Федерального космического агентства А. Перминов утвердил эмблему экипажа корабля «Союз ТМА-16». Основой стал рисунок 14-летней Насти Местяшовой из села Сакмара Оренбургской области[7].
- 9 августа 2009 года — ТПК «Союз ТМА-16» доставлен в монтажно-испытательный корпус 254-й площадки. Корабль был выгружен из транспортировочного агрегата и установлен в стенд электроиспытаний. После проведения электроиспытаний, расчёты РКК «Энергия» имени С. П. Королёва" приступили к проверочным операциям.

## Полёт

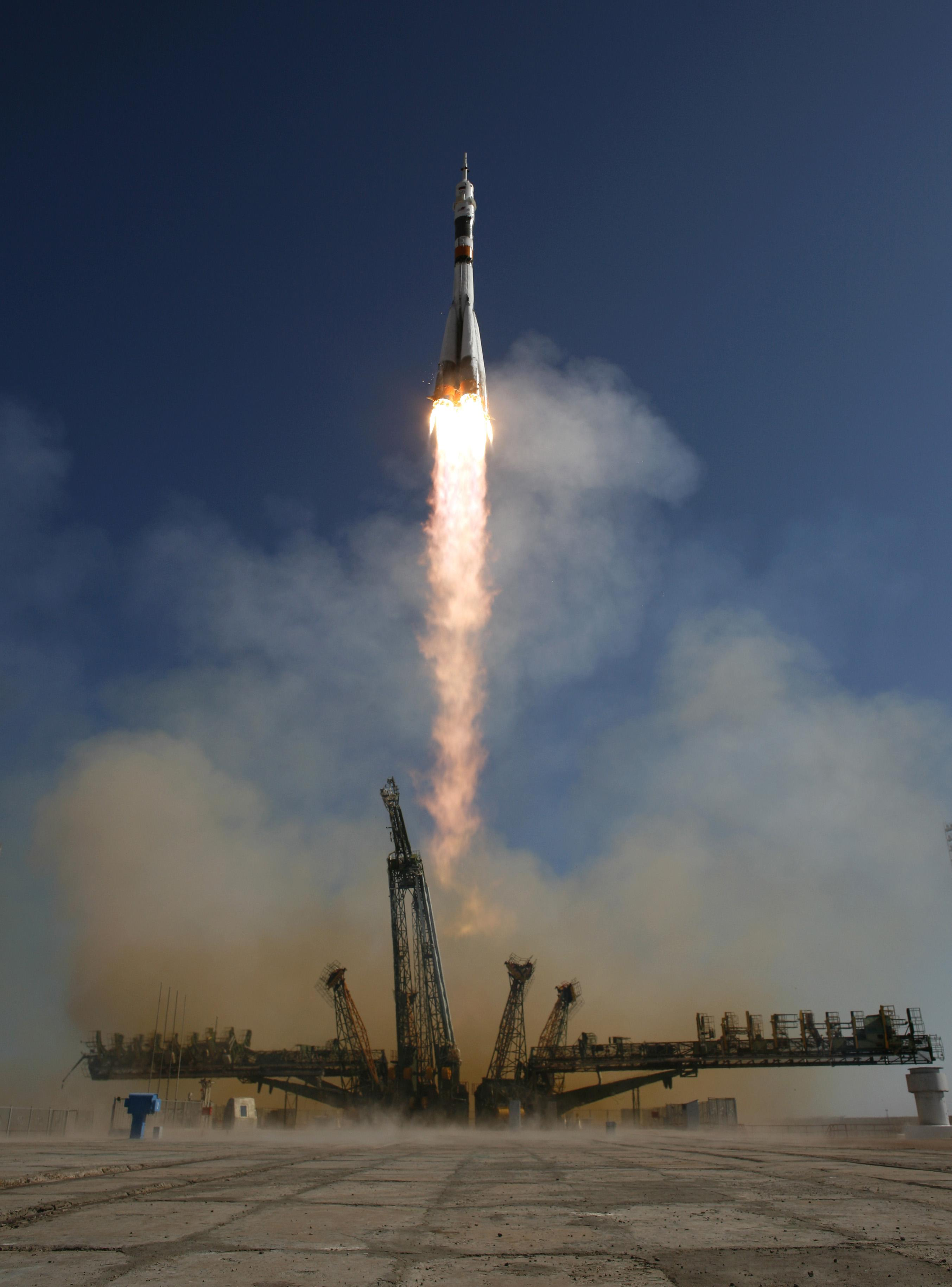
Запуск «Союза ТМА-16».

- 30 сентября в 7 часов 14 минут UTC (13 часов 14 минут местного времени) космический корабль «Союз ТМА-16» с экипажем на борту успешно стартовал с космодрома Байконур. На церемонии запуска «Союз ТМА-16» присутствовал президент Российской Федерации Дмитрий Медведев. Это первое посещение Медведевым космодрома Байконур[8]. Стыковка с Международной космической станцией намечена на 2 октября в 8 часов 37+/-3 минут UTC.

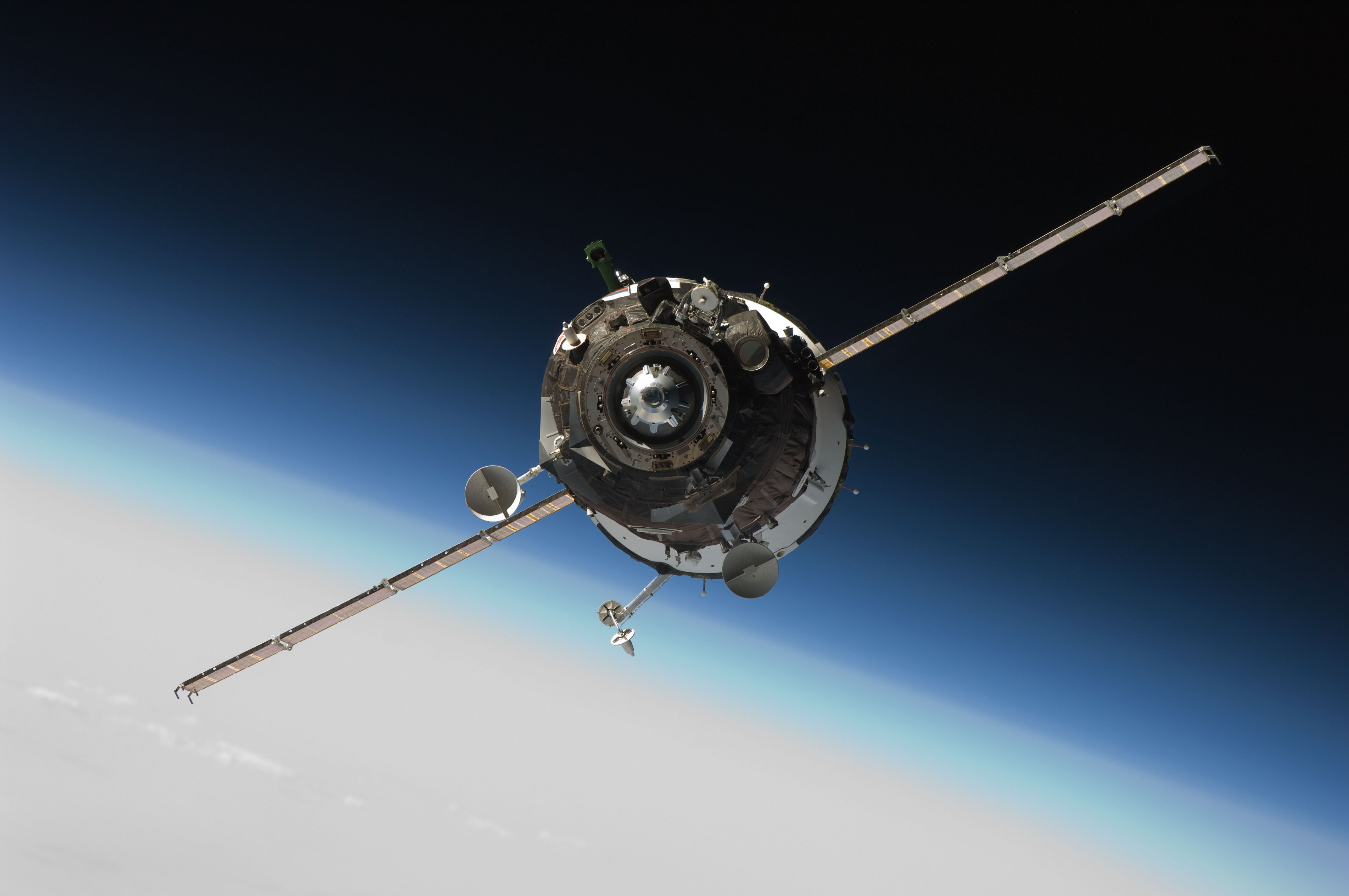
Союз ТМА-16 приближается к МКС

- 2 октября в 8 часов 35 минут UTC корабль «Союз ТМА-16» в автоматическом режиме пристыковался к кормовому порту модуля «Звезда» МКС. В 10 часов 57 минут был открыт люк между кораблём и станцией. Космонавт Максим Сураев, астронавт Джеффри Уильямс и космический турист Ги Лалиберте перешли на станцию. Впервые к станции пристыкованы три корабля «Союз» одновременно. «Союз ТМА-16» пристыкован к кормовому порту модуля «Звезда», «Союз ТМА-15» — к нижнему (направленному на Землю) порту модуля «Заря» и «Союз ТМА-14» — к модулю «Пирс». Прибытие корабля «Союз ТМА-16» к станции означает окончание 20-й долговременной экспедиции МКС и начало 21-й экспедиции МКС. Командир 20-й экспедиции Геннадий Падалка передал командование станции космонавту Европейского космического агентства бельгийцу Франку Де Винне. 11 октября Геннадий Падалка, бортинженер Майкл Барратт и турист Ги Лалиберте на корабле «Союз ТМА-14» отстыковались от станции и вернулись на Землю.
- 21 января нового, 2010 года «Союз ТМА-16» был перестыкован с модуля «Звезда» на модуль «Поиск». Корабль был отстыкован от станции в 13 часов 03 минуты по московскому времени (10:03 UTC), пристыкован на новое место в 13 часов 24 минуты по московскому времени (10:24 UTC). Корабль провел в свободном полете 21 минуту. Операции по отводу корабля от станции, облёту её и последующей стыковке выполнял командир «Союза ТМА-16» Максим Сураев с использованием системы ручного управления. Вместе с ним на корабле в качестве бортинженера находился Джеффри Уилльямс. На МКС оставались Олег Котов, Соити Ногути и Тимоти Кример. Перестыковка производилась с целью освободить стыковочный узел модуля «Звезда» для приема корабля «Прогресс М-04М», а также для возможности коррекции орбиты МКС двигателями модуля «Звезда».

## Завершение полета
Корабль с космонавтами Сураевым и Уилльямсом на борту отстыковался от МКС 18 марта 2010 года в 11:03:03 московского времени (08:03:03 UTC) и совершил посадку в тот же день в 14:23:04 московского времени (11:23:04 UTC) в 58 километрах северо-восточнее города Аркалык (Казахстан).